# کارول و تیوزدی
کارول و تیوزدی (به ژاپنی: キャロル&チューズデイ, Kyaroru & Chūzudei) عنوان یک مجموعه تلویزیونی انیمه موزیکال ژاپنی به کارگردانی شینیچیرو واتانابه است. این مجموعه به تعداد ۲۴ قسمت توسط استودیوی بونز برای گرامیداشت بیستمین سالگرد این استودیو و دهمین سالگرد ناشر موسیقی فلایینگ داگ تولید شده‌است، که از آوریل تا اکتبر ۲۰۱۹ در +اولترا متعلق به شبکه فوجی تلویژن پخش شد. یک مجموعه مانگا نیز بر پایه نسخه انیمه و توسط موریتو یاماتاکا دستمایه اقتباس قرار گرفت که به‌وسیلهٔ انتشارات کادوکاوا شوتن از مه ۲۰۱۹ در ماهنامهٔ یانگ ایس در حال چاپ است.

## داستان
داستان مجموعه در آینده و تا حدودی در زمان فرایند زمینی‌سازی سیارهٔ مریخ روایت می‌شود. نوجوانی به نام تیوزدی سیمونز از سبک زندگی مرفه خود به عنوان دختر یک سیاستمدار فرار کرده و تنها با یک چمدان و گیتار آکوستیک ، گیبسون راهی شهر آلبا می‌شود تا رویایش برای تبدیل شدن به یک موسیقی‌دان را دنبال کند. در نخستین روزش در شهر، با دختری به نام کارول استنلی مواجه می‌شود، یک نوازنده بلندپرواز دیگر که پیانو می‌نوازد. سرانجام آن‌ها به عنوان خواننده-ترانه‌پرداز تصمیم به تشکیل تیمی برای موسیقی تحت نام کارول و تیوزدی می‌گیرند.